# Юлдаш (радиостанция)
«Юлдаш» (рус. «попутчик», «спутник») — российская башкирская радиостанция, существующая с 25 сентября 2000 года. 
В эфире радио присутствует актуальная для жителей Башкортостана информация, аналитика и музыка. Вещание осуществляется круглосуточно на территории всей республики и в соседних регионах, также по Интернету — по всему миру. Передачи выходят на башкирском и татарском языках. Аудитория радио составляет около двух миллионов регулярных слушателей. 
Тематика передач: общественно-политические, социально-экономические, молодежные, детские, художественные программы, культурно-развлекательные проекты. Ежечасно предлагаются новости республики, России и мира, также авторские программы, актуальные рубрики, радиопостановки, ток-шоу, интерактивный диалог и т.д. 70 процентов эфира занимает музыка: современные и народные песни, классические произведения. Традиционным стало ежегодное проведение открытого республиканского конкурса самодеятельных исполнителей «Юлдаш йыры».
Эфирное вещание ведётся на всей территории Республики Башкортостан и в сопредельных регионах, где исторически проживают башкиры  — в Челябинской, Курганской, Оренбургской, Самарской областях и Пермском крае. Спутниковое вещание осуществляется через спутники Horizons 2 в пакетах «Континент ТВ» и «Телекарта» и Ямал-401 в FTA-режиме.